# 小臼歯

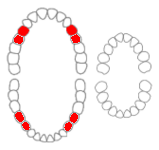
赤い部分がヒトの小臼歯

小臼歯（しょうきゅうし、premolar）は、歯列上の位置により歯の形と機能が異なる異形歯性である哺乳類の歯種の一つ。犬歯の後方に続く歯である。

## 概要
ヒトでは前から第一小臼歯と第二小臼歯の2本があり上下左右で計8本ある。小臼歯は咬合面の結節状の隆起である咬頭（cusp）を2つ有する。2つの咬頭は通常は頬側の咬頭が大きい。これは特に下顎第一小臼歯で顕著である。下顎第二小臼歯は時には舌側に二咬頭を持つこともある。
定義上、小臼歯は犬歯の後ろで、乳臼歯の脱落した部位に萌出する永久歯である。哺乳類のうち、初期の真獣類（有胎盤類）では四対（十六本）の小臼歯があったが、新世界サル、類人猿、人間では近心側の二本が失われたと言われている。このため、古生物学者は人間の第一小臼歯をPm3、第二小臼歯をPm4と呼ぶ。

## ヒトの小臼歯
- 上顎第一小臼歯
- 下顎第一小臼歯
- 上顎第二小臼歯
- 下顎第二小臼歯

なお、乳歯の段階では永久歯の小臼歯に相当する乳臼歯がある。